# Piaski (Rytwiany)
Piaski – część wsi Rytwiany w Polsce, położona w województwie świętokrzyskim, w powiecie staszowskim, w gminie Rytwiany.
W latach 1975–1998 Piaski należały do województwa tarnobrzeskiego.